# Villa del Carbón
Villa del Carbón är en kommun i Mexiko.   Den ligger i delstaten Mexiko, i den sydöstra delen av landet, 50 km nordväst om huvudstaden Mexico City.
Följande samhällen finns i Villa del Carbón:
- Pueblo Nuevo
- San Luis Taxhimay
- Loma Alta Taxhimay
- Los Arana
- San Luis Anáhuac
- Monte de Peña
- El Cerrito
- San Lucas
- Xajay
- La Cruz del Arenal
- Palo Hueco
- Las Vigas
- El Arenal
- El Calvario
- Loma de la Hacienda
- Molinitos
- Piequexhimo
- La Ciénega
- Los Rueda
- La Centinela
- Loma de Trojes
- Potrero Largo
- El Palomar